# Timo Salzer
Timo Salzer (* 21. Januar 1984 in Bietigheim-Bissingen) ist ein ehemaliger deutscher Handballspieler. Er spielte zuletzt beim Zweitligisten SG Bietigheim-Metterzimmern.
Seine Karriere begann Salzer beim CVJM Möglingen. Früh wechselte er zum TSV Asperg, und danach über den VfL Waiblingen zum TV Kornwestheim in die 2. Handball-Bundesliga. 2006 wechselte Salzer dann zur HSG Wetzlar in die Handball-Bundesliga. Zum Saisonbeginn 2012/13 ging er zur SG Bietigheim-Metterzimmern. Mit der SG BBM stieg er 2014 in die Bundesliga auf. Ein Jahr später trat er mit der SG BBM den Gang in die Zweitklassigkeit an. Ab 2016 war er als Spielertrainer der 2. Mannschaft der SG BBM tätig.
Timo Salzer bestritt elf Spiele für die deutsche Nationalmannschaft. Für die Junioren-Nationalmannschaft bestritt er 38 und für die Jugend-Nationalmannschaft 25 Länderspiele.
Salzers jüngerer Bruder Thorsten (* 1986) spielte bis Sommer 2014 ebenfalls für die SG Bietigheim-Metterzimmern.

## Erfolge
Salzer errang 2004 der mit der deutschen Junioren-Nationalmannschaft den Europameister-Titel. Ein Jahr zuvor wurde er mit der deutschen Jugendauswahl Vize-Europameister.